# اوتو ماتیسون
اوتو ماتیسون (انگلیسی: Otto Matieson؛ ‏ ۲۷ مارس ۱۸۹۳ – ۱۹ فوریهٔ ۱۹۳۲) بازیگر فیلم‌های صامت اهل دانمارک بود.
از فیلم‌هایی که وی در آن‌ها نقش داشته‌است، می‌توان به نمایش نمایش‌ها، وحی و عافیت‌طلبان اشاره نمود.